# Utricularia multifida
Utricularia multifida är en tätörtsväxtart som beskrevs av Robert Brown. Utricularia multifida ingår i släktet bläddror, och familjen tätörtsväxter. Inga underarter finns listade i Catalogue of Life.

## Bildgalleri

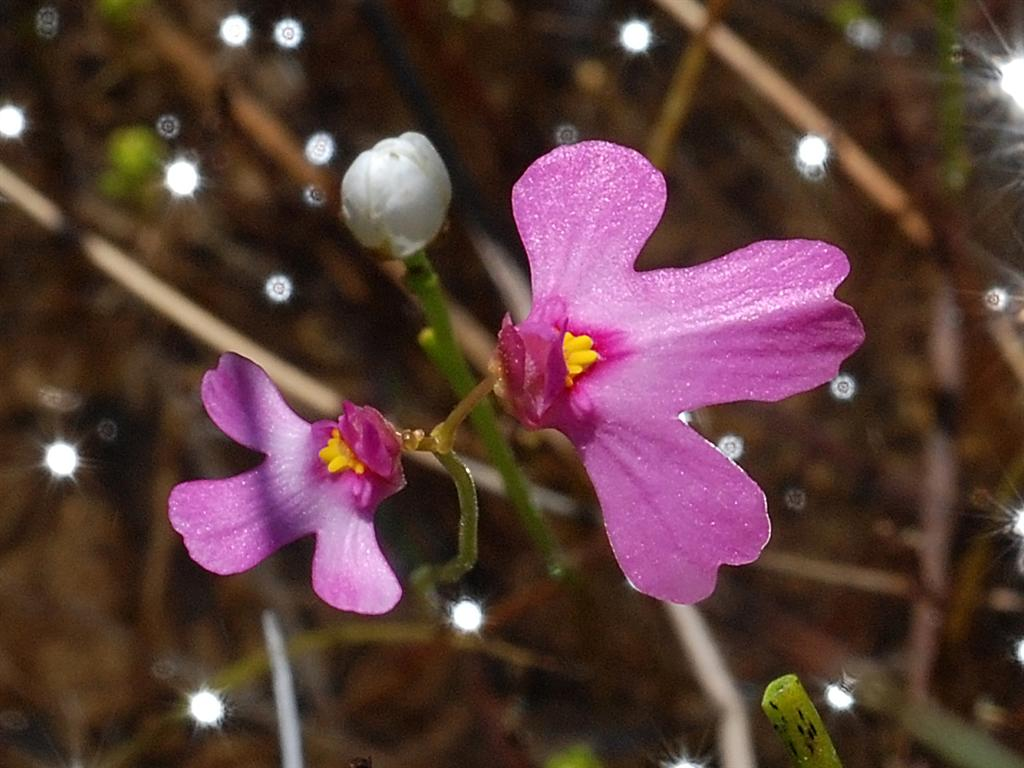
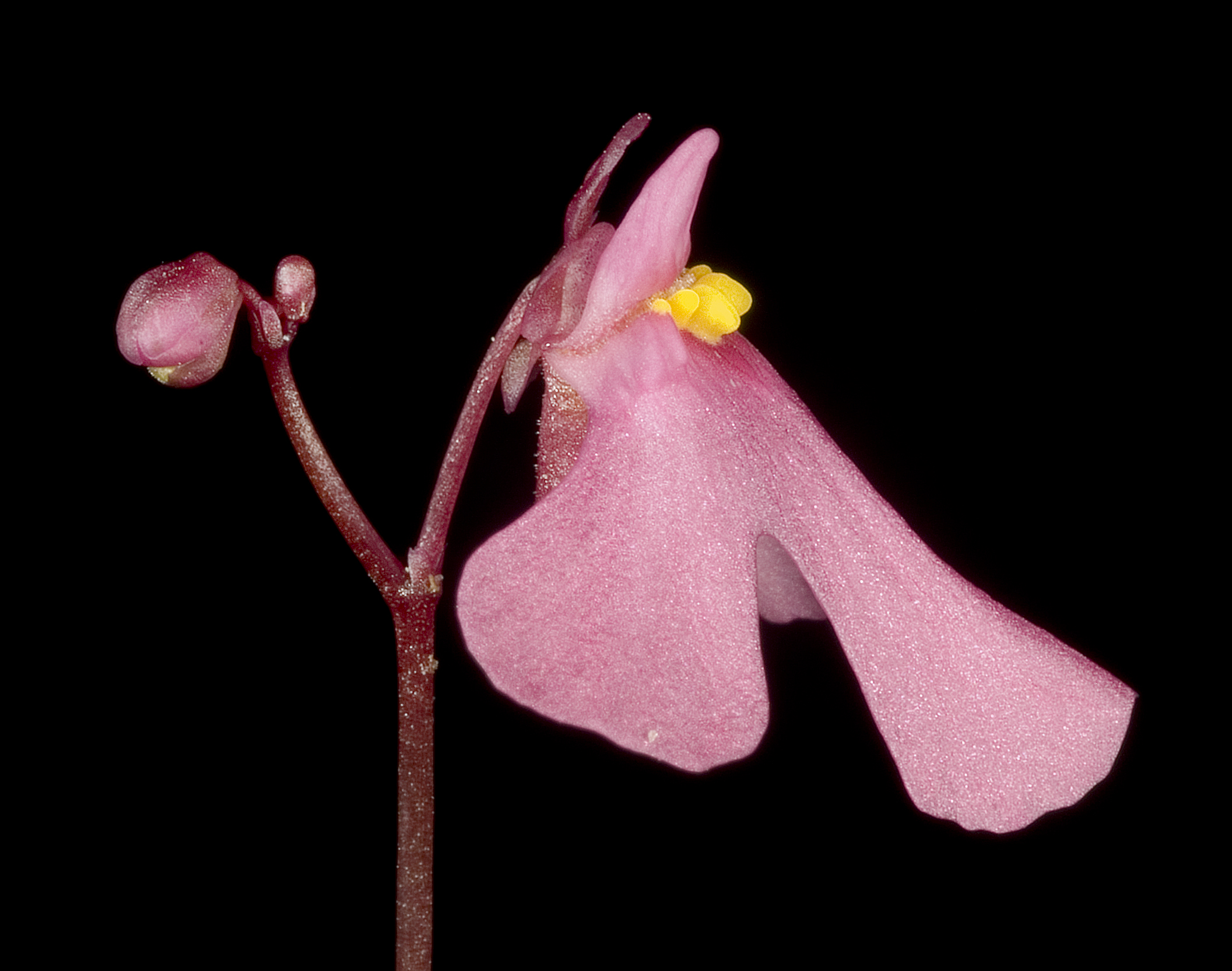